# Émilie Maurice
 Émilie Maurice (née le 6 juin 1982 à Évreux) est une joueuse de basket-ball française évoluant au poste d’intérieure.

## Biographie
Issue d'une famille de handballeurs, c'est le basket qu'elle a choisi. Cette intérieure compense sa relative petite taille en s'écartant souvent du panier en attaque.
Malgré la relégation de Toulouse à l'issue de la saison 2010-2011, elle reste au club en Ligue 2 et contribue à son retour en LFB l'année suivante, mais décide en mai 2012 de prendre sa retraite sportive.
Après une année sabbatique, elle retrouve la compétition amateur au club de Gimont en Nationale 2 pour la saison 2013-2014.

## Clubs
- 2003-2004 : Istres
- 2004-2009 : Lyon BF
- 2009-2012 : Toulouse Métropole Basket
- 2013-2014 : Gimont (NF2)

## Palmarès[4]
- Championne de France NF2 en 2009
- Vainqueur du Trophée Coupe de France en 2009